# Kořeny (album)
Kořeny (2013) je třetí sólové album Jiřího Smrže. Obsahuje 13 autorských písní nahraných v kapelových aranžích. Vydání alba bylo plánováno na rok 2008, nakonec se pozdrželo. Obal alba vytvořil a ilustrace namaloval Vladimír Bouček.
Texty některých písní, pokud se dotýkají jiných zemí, jsou v bookletu alba přeloženy do cizích jazyků. Píseň Pro Eržiku o ukrajinských dělnících je přeložena do ukrajinštiny (překlad: Oksana Pelenska), Jack a já o válce v Iráku je přeložena do angličtiny (překlad: Ben Lovett) a arabštiny (překlad: Jafar Hedar) a Ztrácím tě, Margaret je přeložena do angličtiny (překlad: Ben Lovett). Píseň Čistý ubrus pro Bulata Okudžavu napsaná po smrti Bulata Okudžavy, vypráví o rozhovoru Villona s Mozartem v nebi o tom, že přišel Okudžava.
Album je uvedeno citáty Alberta Camuse z díla Prometheus v podsvětí.

## Seznam písní
1. Otče noci – 3:40
2. Pro Eržiku – 4:27
3. Kde je král – 4:57
4. Jack a já – 8:05
5. Silnice do noci – 4:24
6. Čistý ubrus pro Bulata Okudžavu – 5:05
7. Ztrácím tě, Margaret – 6:55
8. Starý žár – 4:45
9. Přesto – 6:04
10. Gastarbeiter – 5:15
11. Cizí vůz – 5:08
12. Umělé slunce – 6:58
13. Kořeny – 3:07

## Autorství písní
- hudba: Jiří Smrž (2, 4–6, 8, 10, 12), Jiří Smrž a Jiří Kovář (1, 3, 7, 9, 11), Michal Rataj, Jiří Kovář a Jiří Smrž (13)
- texty: Jiří Smrž
- aranžmá: Jiří Kovář

## Nahráli
- Jiří Smrž – zpěv (1–13), akustická kytara (1–9, 12)
- Jiří Kovář – elektrická kytara (1–3, 5, 7, 10–12), akustická kytara (2–5, 9, 11, 13), klávesy (1, 2), sampl kontrabasu (2, 4), dvanáctistrunná elektrická kytara (3, 7, 11), lap steel (1, 3, 7), klávesy (1–3, 5, 7, 10, 11), mandolína (5, 9), ukulele (1, 6), terz kytary (9, 11), rezofonická kytara (11)
- Jan Jakubec – basová kytara (1, 3, 5–7, 9–12)
- Miloslav Dvořáček – bicí (1, 3, 5, 7, 9–11)
- Michal Žáček – flétna (1, 3, 7, 9, 11), basklarinet (1), sopránsaxofon (3, 7, 11)
- Pavlína Jíšová – zpěv (2)
- Luboš Malina – kaval (4)
- Vojtěch Zícha – dobro (4, 6, 12)
- Mário Bihári – akordeon (6, 7, 9, 12)
- Hana Kopřivová – zpěv (8)
- Markéta Grammetbauerová, Veronika Krutská, Vendula Křížková, Šárka Kuzbová, Petra Ovčáčková, Michaela Poláčková – sbor (11)
- Smyčcový kvartet Michala Rataje: Ondřej Martinovský – housle, David Danel – housle, Jakub Fišer – viola, Balázs Adorján – violoncello (13)

## Ocenění
Jiří Smrž byl za album oceněn Andělem v kategorii folk & country.